# Bernard Anthoine Fallée
Bernard Anthoine Fallée (gedoopt Gouda, 27 september 1773 - Den Haag, 19 december 1847) was een Nederlandse toneelspeler en politiefunctionaris.

## Leven en werk
Fallée werd in 1773 in Gouda gedoopt als zoon van Theodoor Valle en Joana Ruigers. Hij trouwde op 23 augustus 1801 met Anthonia Justina Temminck, dochter van de miniatuurschilder Leonardus Temminck. Het echtpaar debuteerde het jaar daarop in de schouwburg van Amsterdam. Vervolgens speelden ze bij de Nederduitse schouwburg in Rotterdam. Ook trokken ze met een reizend toneelgezelschap - waarvan Fallée de directeur was - door het land. Fallée was tevens schrijver, uitgever en vertaler en bewerker van toneelstukken, waaronder diverse blijspelen waarin ook zangteksten waren opgenomen. Zijn vrouw trad tevens op als zangeres. Fallée fungeerde tijdens de Franse tijd ook als politie-informant. Hij zou betrokken zijn geweest bij een samenzwering tegen Napoleon. In 1813 werd hij om die reden gearresteerd, maar door de onderzoekscommissie vrijgesproken.  Fallée zette ook na de Franse tijd zijn werkzaamheden voor de politie voort. Hij werd als secretaris toegevoegd aan de politieleiding van Amsterdam. Hij was in het bijzonder belast met het oplossen van netelige aangelegenheden voor het koningshuis.
Fallée overleed in december 1847 op 74-jarige leeftijd in zijn woonplaats Den Haag.